# Grand Prix Formule 1 van Mexico 1963
De Grand Prix Formule 1 van Mexico 1963 werd gehouden op 27 oktober op het Magdalena Mixhuca Circuit in Mexico-Stad. Het was de negende race van het seizoen.

## Uitslag
| Pos. | Nr. | Coureur                 | Constructeur   | Rondes | Tijd / Oorzaak uitval | Grid | Punten |
| ---- | --- | ----------------------- | -------------- | ------ | --------------------- | ---- | ------ |
| 1    | 8   | Jim Clark               | Lotus-Climax   | 65     | 2:09:52.1             | 1    | 9      |
| 2    | 5   | Jack Brabham            | Brabham-Climax | 65     | + 1:41.1              | 10   | 6      |
| 3    | 2   | Richie Ginther          | BRM            | 65     | + 1:54.7              | 5    | 4      |
| 4    | 1   | Graham Hill             | BRM            | 64     | + 1 Ronde             | 3    | 3      |
| 5    | 11  | Jo Bonnier              | Cooper-Climax  | 62     | + 3 Rondes            | 8    | 2      |
| 6    | 6   | Dan Gurney              | Brabham-Climax | 62     | + 3 Rondes            | 4    | 1      |
| 7    | 22  | Hap Sharp               | Lotus-BRM      | 61     | + 4 Rondes            | 16   |        |
| 8    | 16  | Jim Hall                | Lotus-BRM      | 61     | + 4 Rondes            | 15   |        |
| 9    | 14  | Jo Siffert              | Lotus-BRM      | 59     | + 6 Rondes            | 9    |        |
| 10   | 12  | Carel Godin de Beaufort | Porsche        | 58     | + 7 Rondes            | 18   |        |
| 11   | 13  | Moises Solana           | BRM            | 57     | Motor                 | 11   |        |
| NF   | 25  | Phil Hill               | ATS            | 46     | Ophanging             | 17   |        |
| NF   | 24  | Lorenzo Bandini         | Ferrari        | 36     | Ontsteking            | 7    |        |
| NF   | 3   | Bruce McLaren           | Cooper-Climax  | 30     | Motor                 | 6    |        |
| NF   | 10  | Pedro Rodriguez         | Lotus-Climax   | 26     | Ophanging             | 20   |        |
| NF   | 17  | Masten Gregory          | Lola-Climax    | 23     | Ophanging             | 14   |        |
| DQ   | 23  | John Surtees            | Ferrari        | 19     | Gediskwalificeerd     | 2    |        |
| NF   | 9   | Trevor Taylor           | Lotus-Climax   | 19     | Motor                 | 12   |        |
| NF   | 26  | Giancarlo Baghetti      | ATS            | 12     | Motor                 | 21   |        |
| NF   | 18  | Chris Amon              | Lotus-BRM      | 9      | Versnellingsbak       | 19   |        |
| NF   | 4   | Tony Maggs              | Cooper-Climax  | 7      | Motor                 | 13   |        |
| NS   | 20  | Frank Dochnal           | Cooper-Climax  |        | Trainingongeluk       |      |        |
| WD   | 7   | Walt Hansgen            | Lotus          |        |                       |      |        |
| WD   | 15  | Innes Ireland           | Lotus-BRM      |        | Blessure              |      |        |
| WD   | 19  | Thomas Monarch          | Lotus-Climax   |        |                       |      |        |

## Statistieken
| Pole-position | Jim Clark | Lotus-Climax | 1:58.8 |
| Snelste ronde | Jim Clark | Lotus-Climax | 1:58.1 |

## Noot
- Dit was het debuut van de Amerikaanse coureurs Frank Dochnal en Thomas Monarch en de Mexicaanse coureur Moisés Solana.

1962 · 1963 · 1964 · 1965 · 1966 · 1967 · 1968 · 1969 · 1970 · 1986 · 1987 · 1988 · 1989 · 1990 · 1991 · 1992 · 2015 · 2016 · 2017 · 2018 · 2019